# Liverpool Football Club 2004-2005
Questa voce raccoglie le informazioni riguardanti il Liverpool Football Club nelle competizioni ufficiali della stagione 2004-2005.

## Stagione
In Premier League il Liverpool non riesce ad entrare nella lotta per il titolo: dopo cinque turni si ritrova a -8 dall'Arsenal capolista. Al giro di boa, i Reds sono 15 punti dietro il Chelsea primo in classifica e possono lottare solamente per un posto in Europa. Al termine del campionato, il Liverpool raggiunge a fatica il quinto posto totalizzando 58 punti (al pari del Bolton, sesto), a -37 dal Chelsea vincitore. In FA Cup il Liverpool esce al primo incontro, perdendo 1-0 a Burnley nel terzo turno. Nella Coppa di Lega invece, il club sconfigge Millwall (0-3), Middlesbrough (2-0), Tottenham (1-1, 4-3 ai rigori) e Watford (2-0), raggiungendo la finale, dove affronta il Chelsea: dopo esser passati in svantaggio subendo la rete di Riise al 1', i Blues pareggiano a dieci dalla fine con un'autorete di Gerrard e vincono il match 3-2 ai supplementari. Il quarto impegno stagionale degli inglesi è in Champions League dove, dopo aver superato il Grazer AK (1-2), accedono alla fase a gironi, arrivando dietro al Monaco, ma davanti a Olympiacos e Deportivo La Coruña. Il Liverpool approda agli ottavi, estromettendo il Bayer Leverkusen (6-2); ai quarti affronta ed elimina anche la Juventus (2-1), raggiungendo la semifinale, dove trova nuovamente il Chelsea sul proprio cammino. Il derby inglese si decide al ritorno, all'Anfield, con la rete di Luis Garcia al 4': i Reds raggiungono la finale di Champions League, ritrovandosi di fronte un'altra italiana, il Milan. Il 25 maggio 2005, il Liverpool scende in campo a Istanbul contro il Milan, ma alla fine del primo tempo è sotto 3-0 (Maldini e due reti di Crespo): durante il secondo tempo, nel giro di sei minuti tra il 54' e il 60', gli inglesi pareggiano il punteggio con le reti di Gerrard, Šmicer e Xabi Alonso, che ribatte in rete un suo rigore respinto da Dida. La sfida si protrae ai supplementari e ai calci di rigore, dove Dudek si rivela decisivo, confondendo i tiratori avversari (Serginho calcia alto, poi il polacco para il rigore a Pirlo e para anche l'ultimo rigore a Ševčenko) e contribuendo in modo fondamentale al quinto successo del Liverpool in Champions League. Tra gli altri, un apporto decisivo è stato quello di Luis Garcia, autore di cinque reti in questa edizione.

## Maglie e sponsor
| Casa | Trasferta | Terza divisa |  |

## Rosa
| N. |                        | Ruolo | Calciatore                |
| -- | ---------------------- | ----- | ------------------------- |
| 1  | Polonia (bandiera)     | P     | Jerzy Dudek               |
| 3  | Irlanda (bandiera)     | D     | Steve Finnan              |
| 4  | Finlandia (bandiera)   | D     | Sami Hyypiä               |
| 5  | Rep. Ceca (bandiera)   | A     | Milan Baroš               |
| 6  | Norvegia (bandiera)    | D     | John Arne Riise           |
| 7  | Australia (bandiera)   | A     | Harry Kewell              |
| 8  | Inghilterra (bandiera) | C     | Steven Gerrard (capitano) |
| 9  | Francia (bandiera)     | A     | Djibril Cissé             |
| 10 | Spagna (bandiera)      | C     | Luis García               |
| 11 | Rep. Ceca (bandiera)   | C     | Vladimír Šmicer           |
| 12 | Argentina (bandiera)   | D     | Mauricio Pellegrino       |
| 13 | Francia (bandiera)     | A     | Anthony Le Tallec         |
| 14 | Spagna (bandiera)      | C     | Xabi Alonso               |
| 15 | Senegal (bandiera)     | C     | Salif Diao                |
| 16 | Germania (bandiera)    | C     | Dietmar Hamann            |
| 17 | Spagna (bandiera)      | D     | Josemi                    |

| N. |                        | Ruolo | Calciatore              |
| -- | ---------------------- | ----- | ----------------------- |
| 18 | Spagna (bandiera)      | C     | Antonio Núñez           |
| 19 | Spagna (bandiera)      | A     | Fernando Morientes      |
| 20 | Inghilterra (bandiera) | P     | Scott Carson            |
| 21 | Mali (bandiera)        | D     | Djimi Traoré            |
| 22 | Inghilterra (bandiera) | P     | Chris Kirkland          |
| 23 | Inghilterra (bandiera) | D     | Jamie Carragher         |
| 24 | Francia (bandiera)     | A     | Florent Sinama-Pongolle |
| 25 | Croazia (bandiera)     | C     | Igor Bišćan             |
| 26 | Irlanda (bandiera)     | C     | Richie Partridge        |
| 28 | Inghilterra (bandiera) | D     | Stephen Warnock         |
| 31 | Inghilterra (bandiera) | D     | David Raven             |
| 32 | Inghilterra (bandiera) | C     | John Welsh              |
| 33 | Inghilterra (bandiera) | A     | Neil Mellor             |
| 34 | Irlanda (bandiera)     | C     | Darren Potter           |
| 37 | Stati Uniti (bandiera) | D     | Zak Whitbread           |
| 41 | Inghilterra (bandiera) | C     | Mark Smyth              |

## Risultati

### Football League Cup

#### Finale
| Arbitro: | Bennett |

|                     |           |                                            |
| Riise 1’ Nunez 113’ | Marcatori | 79’ (aut.) Gerrard 107’ Drogba 112’ Kezman |

### UEFA Champions League

#### Terzo Turno Preliminare
| Arbitro: | Sars |

|  |           |                  |
|  | Marcatori | 23’, 79’ Gerrard |

| Arbitro: | Medina Cantalejo |

|  |           |           |
|  | Marcatori | 54’ Tokić |

#### Fase a gironi
| Arbitro: | Hauge |

|                     |           |  |
| Cissé 22’ Baroš 84’ | Marcatori |  |

| Arbitro: | Collina |

|               |           |  |
| Stoltidīs 17’ | Marcatori |  |

| Liverpool 19 ottobre 2004, ore 20:45 CEST 3ª giornata | Liverpool | 0 – 0 referto | Deportivo La Coruña | Anfield (40 236 spett.)\| Arbitro: \| Frisk \| |
| Arbitro:                                              | Frisk     |               |                     |                                                |

| Arbitro: | Stark |

|  |           |                          |
|  | Marcatori | 14’ (aut.) Jorge Andrade |

| Arbitro: | Bo Larsen |

|             |           |  |
| Saviola 55’ | Marcatori |  |

| Arbitro: | Mejuto González |

|                                            |           |             |
| Sinama-Pongolle 47’ Mellor 80’ Gerrard 86’ | Marcatori | 27’ Rivaldo |

#### Fase ad eliminazione diretta

##### Ottavi di finale
| Arbitro: | Vassaras |

|                                        |           |              |
| Luis García 15’ Riise 35’ Hamann 90+2’ | Marcatori | 90+3’ França |

| Arbitro: | Sars |

|               |           |                                |
| Krzynówek 88’ | Marcatori | 28’, 32’ Luis García 67’ Baroš |

##### Quarti di finale
| Arbitro: | De Bleeckere |

|                            |           |               |
| Hyypiä 10’ Luis García 25’ | Marcatori | 63’ Cannavaro |

| Torino 13 aprile 2005, ore 20:45 CEST Ritorno | Juventus | 0 – 0 referto | Liverpool | Stadio delle Alpi (55 500 spett.)\| Arbitro: \| Ivanov \| |
| Arbitro:                                      | Ivanov   |               |           |                                                           |

##### Semifinali
| Londra 27 aprile 2005, ore 20:45 CEST Andata | Chelsea | 0 – 0 referto | Liverpool | Stamford Bridge (40 497 spett.)\| Arbitro: \| Sars \| |
| Arbitro:                                     | Sars    |               |           |                                                       |

| Arbitro: | Micheľ |

|                |           |  |
| Luis García 4’ | Marcatori |  |

##### Finale
| Arbitro: | Mejuto González |

|                                       |                      |                                   |
| Maldini 1’ Crespo 38’, 44’            | Marcatori            | 54’ Gerrard 56’ Šmicer 60’ Alonso |
| Serginho Pirlo Tomasson Kaká Ševčenko | Tiri di rigore 2 – 3 | Hamann Cissé Riise Šmicer         |